# Gennaro Delvecchio
Gennaro Delvecchio (ur. 25 marca 1978 w Barletcie) – włoski piłkarz występujący na pozycji środkowego pomocnika.

## Kariera klubowa
Gennaro Delvecchio zawodową karierę rozpoczynał w 1994 roku w zespole ASD Barletta. Następnie grał kolejno w takich klubach jak AS Melfi, Giulianova Calcio, Castrovillari Calcio oraz FC Catanzaro. W 2001 roku włoski gracz przeniósł się do Calcio Catania, jednak od razu został wypożyczony do SS Sambenedettese Calcio. W 2002 roku został natomiast zawodnikiem AC Perugia, by kolejne dwa sezony spędził kolejno w Sambenedettese i Catanii. Podczas rozgrywek 2004/2005 Delvecchio grał już w Perugii, z którą zajął czwarte miejsce w Serie B.
Latem podpisał kontrakt z Sampdorią, lecz jeszcze przed rozpoczęciem sezonu na zasadzie wypożyczenia trafił do US Lecce. W barwach tej drużyny 11 września 2005 roku w zremisowanym 0:0 pojedynku z Ascoli Calcio zadebiutował w pierwszej lidze. Lecce zajęło dziewiętnastą pozycję w Serie A, spadło do drugiej ligi, natomiast sam Delvecchio w 29 meczach strzelił cztery bramki. W 2006 roku Włoch powrócił do Sampdorii, gdzie w linii pomocy grali między innymi tacy zawodnicy jak Angelo Palombo, Christian Maggio, Sergio Volpi, Rubén Olivera oraz Reto Ziegler. Mimo wszystko Delvecchio wywalczył sobie miejsce w wyjściowej jedenastce i sezon 2006/2007 zakończył z 31 występami na koncie. W kolejnych rozgrywkach Włoch także był podstawowym graczem Sampdorii i przyczynił się do zajęcia przez nią szóstego miejsca w ligowej tabeli.
30 czerwca 2009 roku Delvecchio powrócił do Calcio Catania, z którym związał się trzyletnią umową. Następnie grał w Atalancie, Lecce, Grosseto oraz Bari. W 2014 roku zakończył karierę.

## Kariera reprezentacyjna
W reprezentacji Włoch Delvecchio zadebiutował 16 sierpnia 2006 roku w przegranym 0:2 towarzyskim spotkaniu przeciwko Chorwacji. W tym samym meczu debiut zaliczyli również Christian Terlizzi, Giulio Falcone oraz Angelo Palombo. Roberto Donadoni powoływał go również na mecze eliminacji do Euro 2008 – wrześniowe z Łotwą i Francją oraz październikowe z Ukrainą i Gruzją, jednak w żadnym z tych czterech pojedynków Delvecchio ostatecznie nie wystąpił.